# 寶可夢遊戲機制
角色扮演遊戲《寶可夢》系列的遊戲內容是捕捉各種各樣被稱為「寶可夢」的虛擬生物，並訓練它們、讓它們與其它寶可夢戰鬥，以及完成寶可夢圖鑑。每一個《精靈寶可夢》主系列的遊戲都建立在這個基礎上，並添加了新種類的寶可夢、道具和遊戲概念。

## 遊戲結構
寶可夢系列遊戲的故事背景發生在一個虛構的寶可夢世界，玩家在遊戲中扮演寶可夢訓練家（ポケモントレーナー），取得最初的寶可夢後，透過環遊世界來探索並捕獲各種寶可夢、藉著訓練使它們進化，藉由戰鬥擊敗其它的寶可夢訓練家。此外、每個遊戲中都有至少一個犯罪組織，玩家在遊戲的過程中會與他們發生衝突。
寶可夢世界中有各種設施，如寶可夢中心、友好商店和道館。寶可夢中心可以免費治療寶可夢，中心內設有電腦、讓玩家可以編列他們的寶可夢隊伍、拿取或儲存物品、或透過連線功能與其它訓練家對戰或交換；友好商店是一種商店，玩家可以用他們在戰鬥中贏得的錢來購買道具，也可以賣掉道具。此外、某些城市內擁有特別的商店，例如百貨公司或中藥行；有一些城鎮設有道館，在道館中有著被稱為館主的強大訓練家，玩家要擊敗他們、取得徽章並推進劇情，當收集了八個道館徽章後，玩家可以挑戰該地區的四天王和冠軍以完成故事的主要劇情。但是、在《太陽／月亮》中並沒有道館，而是由隊長及島主接替，通過隊長的試煉可挑戰島主，擊敗島主之後可以取得Z純晶，而擊敗所有島主後同樣可以挑戰四天王。
完成故事的主要劇情後，玩家仍可以繼續進行遊戲。遊戲的目標之一是捕獲所有的寶可夢，以完成寶可夢圖鑑。每個遊戲世代的寶可夢總數都不斷地增加，在第一世代中有151種，最新系列共收录有1025種寶可夢。

### 寶可夢道館
寶可夢道館（Pokemon Gym） 是廣布於精靈寶可夢世界裡的建築物，道館當中有著訓練家。雖然每個道館的結構都不相同，但內部都有一個道館館主（Gym Leader）做為該關卡的頭目，在擊敗了館主之後，玩家可以取得徽章（Badge），這是推進劇情的關鍵。徽章允許玩家所收服的寶可夢可以在非戰鬥場合中使用某些特定的技能，例如快速地移動至其它先前造訪過的區域，或是移除地圖上的樹木以前往被樹木阻擋的區域。此外，徽章也可以讓經由交換後取得的高等級寶可夢服從玩家的指令，舉例而言，擊敗第一個道館後取得的徽章可以讓等級20以下的寶可夢服從玩家的指令，如果玩家沒有徽章，則該寶可夢在戰鬥中可能不會服從指令。除了徽章之外，玩家同時也能獲得一個名為招式學習器的道具，能夠教導自己的寶可夢一項新的招式。
在遊戲中的每個地區都有八個道館，當玩家取得八個徽章後、可以獲得挑戰四天王（Shitennō）和冠軍的資格，這是遊戲中實力堅強的訓練家，玩家擊敗他們後，就相當於一般角色扮演遊戲裡的通關。

## 戰鬥
寶可夢之間的戰鬥是精靈寶可夢主系列遊戲的核心，遊戲的主要內容是透過訓練寶可夢讓寶可夢變得更強，並讓它們互相戰鬥以達到某些遊戲目標。此外也可以透過使用連接線、網路等設備與其他人類玩家進行戰鬥。

《寶可夢 綠寶石》的戰鬥界面（当时新增的双打对战模式），显示双方参战的寶可夢、个体信息框等信息

精靈寶可夢的戰鬥是回合制系統，當玩家挑戰其他的訓練家或遇到野生寶可夢時，畫面會進入戰鬥場景，並呈現出雙方的寶可夢、它們的生命值以及一個選單。在每個回合中、玩家可以有四種選擇，分別是使用招式、使用道具、交換成其它寶可夢或逃離戰鬥。在第九世代前，面對其他訓練家時不能逃離。如果雙方都選擇戰鬥，則會以寶可夢的速度來決定哪一方先攻。如果有任一方選擇使用道具時，則使用道具這一動作會優先執行。
當寶可夢使用招式將對手的生命值降低至零時，對手的寶可夢會呈現瀕死（hinshi）狀態，而此時寶可夢可以獲得經驗點，當經驗累積到足夠的數值，寶可夢的等級會提升。如果玩家的寶可夢進入瀕死狀態，玩家必須要選擇另一個寶可夢上場戰鬥、或是選擇逃跑。當玩家沒有任何寶可夢可以上場戰鬥或逃跑時，玩家會失去身上的零用錢（原為失去一半，《火紅／葉綠》後改取決於持有的徽章數量與隊伍寶可夢的最高等級），並回到至上次進入的寶可夢中心，身上的寶可夢會被治療 。
在《紅寶石／藍寶石》中引入了雙打對戰（Daburu Batoru），在雙打對戰中，對手的隊伍可以一次派出兩個寶可夢進行戰鬥，如果我方隊伍中有兩個或以上的寶可夢，也可以這麼做。而在這種情況下、有一些招式可以同時影響盟友和對手，此外、整體的規則並沒有太大的差別。在第三世代中，雙打對戰只出現在與兩個訓練家同時對戰的時候，而在《鑽石／珍珠》中，與玩家一起進行雙打對戰的是另一個非玩者角色；在《黑／白》中則沒有這種限制，該版本有一種特殊的高草叢，在高草叢中、寶可夢可能會成雙出現。此外，《黑／白》中還引入了三打對戰，玩家可以一次派出三個寶可夢進行對戰。
《X／Y》中引入了三種新的對戰形式。空中對戰（Sukai Batoru）的戰場位於天空，在這種模式中，只有飛行屬性或是有飄浮特性的寶可夢才能參加。群聚對戰（Mure Batoru，Group Battle）是一種玩家必須同時與五個野生寶可夢對戰的模式，在這種對戰中成群出現的寶可夢往往較弱。第三種對戰形式是反轉對戰，這種對戰形式與一般對戰形式的唯一差別在於屬性的相性完全相反。
在《太陽／月亮》中引入了新的模式，闖入對戰。在這種模式中、對方的寶可夢會呼叫它的援軍，讓對戰形成二對一的局面。

### 寶可夢屬性

此表列出了目前18種寶可夢的屬性及其之間的对战優勢、弱勢、豁免關係。

屬性是寶可夢的一個指标，用于对宝可梦和其使用招式的归类，与在戰鬥中攻防计算判定。对于寶可夢而言，最多可以拥有两种属性。游戏在第一时代就已经有15种属性，之后在第二世代引入多2种属性（恶、钢），在第六世代再引入1种属性（妖精），在第九世代再引入1种属性（太晶），至现在为止一共有19种属性。另外第四世代还曾存在一种为“???”的用于招式的属性，但之后版本被移除。
屬性相性在動畫和漫畫中的效果不如遊戲中明顯，在動畫和漫畫中偶爾會有即使屬性不利也不影響招式威力的場合。

### 寶可夢招式
如同角色扮演遊戲中的玩家角色一樣，寶可夢可以學習並使用各種各樣的招式（waza），這些招式的效果可能會造成傷害、造成狀態、恢復生命值或是某些能影響戰局的行動。所有的招式都有屬性、Power（Iryoku）、命中率和招式點數（PP）。每種寶可夢可以學習的招式不盡相同，取決於它們的種類。每個寶可夢最多只能同時掌握四個招式，當寶可夢已經有四個招式、又想學習新招式時，就必須在現有的招式中選擇一個並將它移除。招式可以透過升級、使用招式學習器或秘傳學習器、培育或是向非玩家角色學習招式。
每個招式都被分類於十八種屬性之一，招式的有效性和威力會受到屬性的影響。與這方面相關的用語是「效果絕佳」（傷害是兩倍或以上）、「效果不好」（傷害1/2倍或更少）、「沒有效果」（沒有傷害）。如果使用招式的寶可夢的屬性與它所使用的招式的屬性相同，會引發「屬性一致加成」效果，威力會再提升50%。除了屬性以外，招式又被分類成「物理」、「特殊」和「變化」三種，物理招式指的是將進行物理接觸的招式，例如用拳頭打或是用嘴咬；特殊招式通常涉及控制元素，例如噴火或電擊；變化招式不會造成傷害，但會改變寶可夢的能力或對寶可夢造成狀態上的變化。在《鑽石／珍珠》以前，這方面的分類由招式的屬性決定，在《鑽石／珍珠》之後，不再按属性来区分，而按照招式说明的实际效果表现。招式造成的傷害除了取決於屬性、對戰雙方的攻擊力與防禦力，還取決於寶可夢所持有的道具。
每個招式都有一個特定的命中（Meichū），它與目標的迴避共同決定了招式擊中目標的機率。通常、越強大的招式命中的機率越低，例如那些「一擊必殺類招式」（一旦命中就能造成對方寶可夢严重伤害乃至秒倒的招式）。而有些招式必定會擊中目標，不會受到命中與迴避的影響。
招式點數（PP）是寶可夢可以使用該招式的次數，與命中類似、強大的招式往往具有較少的招式點數。一旦寶可夢用完了一個招式的招式點數，直到點數被恢復之前它都不能再使用該招式。一旦寶可夢用完了所有招式的招式點數，它會使用一個名為「掙扎」的招式，這個招式只會在沒有招式點數時出現，沒有使用的限制、但每次使用都會讓自己受到傷害。在第一世代的遊戲中，非玩家角色的寶可夢在使用招式時並不會減少招式點數，因此那些由電腦控制的寶可夢可以不斷地使用強大的招式。
有一部份的招式除了傷害以外還附帶其它效果，它們可能會造成異常狀態（jōtai ijō），會對寶可夢造成持續一段時間的傷害或行動限制。部分“異常狀態”还能持续到战斗过程之外。
除了在戰鬥中使用，招式也可以在遊戲世界中使用。例如在先前造訪過的地點間快速地移動、逃離迷宮、治療寶可夢等。

### 寶可夢特性
自《紅寶石／藍寶石》開始，每種寶可夢都有一項稱為特性（Tokusei）的能力，一種寶可夢可能會擁有一至三種特性，但一隻寶可夢只能擁有其中一種。除非寶可夢進化，否則特性不會改變。
大多數寶可夢的特性會在戰鬥中發揮作用。特性可以增強寶可夢的能力、削弱對方寶可夢的能力、增強招式的威力、或是造成或豁免異常狀態。例如：小火龍的特性「猛火」可以讓它在火屬性招式的威力在體力低於三分之一時提高為一點五倍；當阿柏怪進入戰鬥的時候，它的特性「威嚇」會降低對方寶可夢的攻擊力。有些特性能讓寶可夢免疫特定類型的傷害；擁有「飄浮」特性的尖牙籠不會受到地面屬性的招式傷害；具有「儲水」特性的拉普拉斯在受到水屬性招式的傷害時不但不會受傷，還能恢復生命值。不過，並不是每種特性都是有益的，有些特性可能會妨礙寶可夢，例如請假王的特性「懶惰」會讓它每兩回合才能發動一次招式。
有些特性會在戰鬥之外生效。例如具有「撿拾」特性的喵喵有時會從地上撿取物品。而自從《綠寶石》開始，一些過去只能在戰鬥中發揮效果的特性也開始有戰鬥外的效果，例如有「壓迫感」特性的寶可夢會讓玩家較少遇見等級較低的野生寶可夢。
在《黑／白》中引入了隱藏特性，這些隱藏特性在主系列遊戲中比較少見，通常需要經由寶可夢的夢境世界功能、參與官方舉辦的特定活動或與遊戲內的NPC交換來取得。在《黑2／白2》中新增的遊戲要素隐藏洞穴（Kakushi Ana）則是一個能讓玩家較容易遇到隱藏特性的寶可夢的場所，但隱藏洞穴本身也是難以遇見的。

## 能力
所有的寶可夢都有六個能力值，這些能力值影響它們在戰鬥中的表現，而戰鬥也會影響能力值。它們分別是HP、攻擊、防禦、特攻、特防和速度。在第一世代中，特攻和特防合成为一個被稱為「特殊」的數值，在第二世代及以後，特殊才拆分成特攻和特防。
- HP：是生命值的縮寫。當一個寶可夢的HP變成零時就不能進行戰鬥，直到對它使用能恢復生命值的道具、或是讓它在寶可夢中心進行治療。在精靈寶可夢的遊戲中，寶可夢不會因為戰鬥而死亡。
- 攻擊力（Kōgeki）：決定了寶可夢的物理攻擊能力。
- 防禦力（Bōgyo）：決定了寶可夢在受到物理攻擊時的防禦能力。
- 特攻（Tokukō）：決定了寶可夢的特殊攻擊能力。
- 特防（Tokubō）：決定了寶可夢在受到特殊攻擊時的防禦能力。
- 速度（Subayasa）：在玩家輸入戰鬥指令後，會比較參與戰鬥的寶可夢的速度，在一般情況下，速度較快的寶可夢會先攻。除此之外，有些招式的威力由速度決定。

除此之外還有兩個統計值，分別是命中率（Meichūritsu） 以及迴避率（Kaihiritsu），這些數值不會因為寶可夢的等級提升而有變化。每一種寶可夢的命中率和迴避率都是一樣的，但這些數值會受到招式和道具的影響。提高命中率可以增加招式命中對方的機率，而提高迴避率可以增加閃避對方招式的機率。
當寶可夢的等級提升時，寶可夢的能力值會提升，提升的數值取決於寶可夢的種族值、努力值、性格、個體值等各種數值，並經過一套數學公式來決定最後的數值。

### 種族值
種族值（shuzokuchi）決定了各種寶可夢天生的能力值強度，不同的寶可夢可能有不同的種族值，但同一種寶可夢的種族值必定相同。換言之，這是不同寶可夢物種間的差異，是不同種寶可夢之間強弱差距的根源。

### 努力值
努力值（doryokuchi，EVs）是一個隱藏數值，影響寶可夢在特定能力值上的優勢，可以從兩個同種類寶可夢的能力值看出它們在努力值上的差異。當一個寶可夢擊敗另一個寶可夢時，除了經驗點以外，它還會獲得依據所擊敗的寶可夢而不同的努力值，其數值至少為1、至多為3。這些數值也可以透過如營養飲品之類的道具來提升或降低，而持有某些道具也會讓寶可夢獲得更多的努力值。自《金／銀》起引入的寶可病毒（Pokerusu）是一種會出現在玩家的寶可夢身上的病毒，雖然名為病毒，但並不會對寶可夢造成傷害，寶可病毒會讓寶可夢獲得的努力值加倍。
在《X／Y》中引入了稱為超級訓練（Supatore）的遊戲機制，允許玩家能在任何時候透過足球小遊戲來培育自己的寶可夢，以提升它的努力值。

### 性格
寶可夢的性格（Seikaku）在《紅寶石／藍寶石》被引入，每個寶可夢都有一個性格，這是隨機且不能更改的。寶可夢的性格會影響它們一些能力值增加的速度，在二十五種性格中，有二十個會提升一項能力值的成長率、但減少另一項能力值的成長率；另外的五種則不會有任何變化。此外、寶可夢的性格也會影響它們喜歡和不喜歡哪一種口味的食物。

### 個體值
個體值（kotaichi，IVs） 是每種能力值的基本範圍，決定了每種寶可夢的最大潛力。可以視為同種生物間的不同個體的差異。這些數值是隨機產生的。個體值的範圍是0至31，而在第一和第二世代中的範圍是0至15。此外，個體值會影響寶可夢的性別。

## 道具
在遊戲中，玩家將會獲得許多不同的道具，其中大多數都會存放在玩家的道具庫存或電腦中。多數道具可以在友好商店購買，而有些道具是故事情節的一部份，只能在特定的故事情節中取得。

### 恢復道具
恢復道具是一種用於治療寶可夢的道具。當寶可夢進行戰鬥後，它們的HP或PP可能會不足以支撐它們進行下一場戰鬥，恢復道具可以增加這些寶可夢的HP、PP，也可以解除它們的異常狀態。

### 招式學習器和秘傳學習器
招式學習器（Waza Mashin，TMs）及秘傳學習器（Hiden Mashin，HMs）可以用來教導寶可夢特定的招式。招式學習器可以在商店購買、或是做為擊敗道館館主的獎勵，在第五世代以前屬於消耗品，在第五世代及以後可以重複使用。秘傳學習器較為罕見，可以多次使用。秘傳學習器所傳授給寶可夢的招式對遊戲進展有至關重要的影響，因為它們可以在戰鬥外使用並對環境產生效果。例如當寶可夢透過秘傳學習器學會招式「衝浪」後，玩家便可以藉由它在水上移動，這是在水上自由移動的唯一方式。當寶可夢學習秘傳學習器的招式時，除非透過特定的NPC，否則玩家不能自由地移除那些招式以讓寶可夢學習新招式。

### 重要道具
重要道具比一般道具更為稀有，通常是透過給予玩家，而非玩家主動尋找而取得。這些道具包括：釣竿，用來搜捕在水裡棲息的寶可夢；自行車，能讓玩家更快速地移動；鑰匙，能讓玩家打開特定的門。這些道具不能丟棄或出售。

### 持有道具
在《金／銀》及之後的版本中，每個寶可夢可以持有一個道具。攜帶道具的寶可夢可以用它來做不同的事，例如樹果可以讓寶可夢在戰鬥中消耗以恢復HP或提升能力值。一些道具是消耗品，使用一次後就會消失，有一些則是永久的。一部份的持有道具會影響寶可夢的進化。

## 捕捉寶可夢

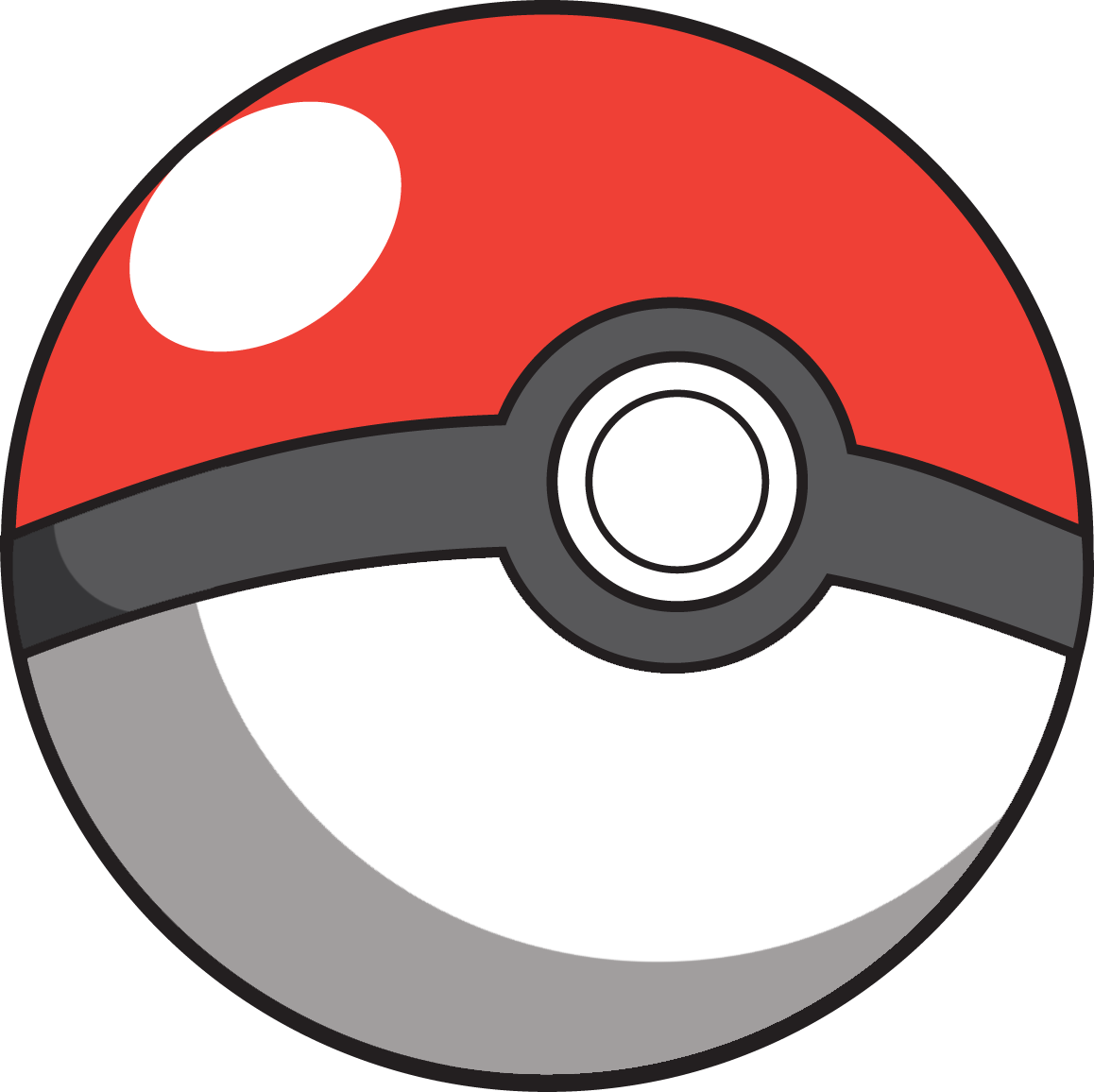
一顆用以補捉寶可夢的精靈球，這是精靈寶可夢系列廣為人知的象徵。

由於每個玩家在遊戲開始時只會有一個寶可夢，因此捕捉其它的寶可夢是增加玩家所擁有的寶可夢的主要方法，這也是精靈寶可夢遊戲中的基本概念。在與野生的寶可夢戰鬥的過程中，玩家可以選擇使用（投擲）各種不同類型的精靈球來捕捉它。每一次捕捉的成功機率各有不同，如果目標寶可夢的HP較低或是受到異常狀態，會讓它們更容易被捕捉。
如果捕捉成功，該寶可夢的數據會被列入寶可夢圖鑑中，玩家可以給該寶可夢一個暱稱，並將該寶可夢編列進自己的寶可夢隊伍中，寶可夢隊伍的最大數量是六個，如果玩家在寶可夢隊伍有六個寶可夢時捕捉了新的寶可夢，則該寶可夢會被移動到電腦的盒子中。在第一世代和第二世代的遊戲中，如果目前的電腦盒子已經滿了，則在玩家切換盒子前都不能捕捉新的寶可夢；在其他版本中，新的寶可夢會自動移動到下一個可用的盒子。
有些較為稀有的寶可夢無法在遊戲中捕捉，只能透過特殊的遊戲活動來取得。

### 精靈球
精靈球（Monsutābōru）是寶可夢訓練家用來捕獲野生寶可夢的球型裝置，並於寶可夢不活動的時候將其儲存於其中。當玩家要捕獲野生寶可夢時，將精靈球投擲到寶可夢旁，精靈球會打開並裝入寶可夢，寶可夢會用它們的力量試圖掙脫並重獲自由。然而，被弱化的寶可夢並沒有掙脫精靈球的力量，因此它們更容易被捕獲。傳說寶可夢抵抗精靈球的能力較高，因此玩家通常需要準備更多更好的精靈球來捕捉它們。玩家不能捕獲已經被其它訓練家捕獲的寶可夢，當玩家對訓練家的寶可夢投擲精靈球時，對手會阻擋那顆球、並告訴玩家這麼做事非法行為。無論寶可夢的體型或體重為何，都可以裝入精靈球中。
精靈球有各種各樣的類型。在《紅／綠》中有五種精靈球，分別是精靈球、超級球、高級球、大師球。大師球捕獲寶可夢的成功機率是百分之百，可以用來捕獲任何寶可夢，這種球在遊戲中相當罕見。在《金／銀》中新增了七種由名為球果（Bongurinomi）的果實製成的精靈球，遊戲設定同時提及這是最早的精靈球，是透過將天然的果實切成兩半、洗淨後裝設特殊的裝置所製成的；而在紅寶石‧藍寶石中新增了一些專用的球，例如計時球在戰鬥的回合數較多時更為有效、潛水球在用於捕捉深海裡的寶可夢時更有效。此外、在幾個遊戲中都有一塊被稱為狩獵地帶的區域，在該區域內不能使用狩獵球以外的任何精靈球。
在動畫與漫畫中，精靈球的大小在不使用時如同高爾夫球般。透過投擲並釋放精靈球中的寶可夢，能讓它們與對方戰鬥，而收回寶可夢時、精靈球會發出紅色光束、將寶可夢轉換成能量並將其回收。精靈球的內部被設定為是一個舒適的環境，所以他們會自願進入；不過，也不是所有的寶可夢都喜歡進入其中。由於外觀相似，霹靂電球、頑皮雷彈、哎呀球菇和敗露球菇這四種寶可夢經常被誤認為精靈球。

## 寶可夢圖鑑
寶可夢圖鑑 是一個類似掌上型電腦的電子設備，編寫和提供與寶可夢有關的任何訊息。在遊戲中，圖鑑是一個獨立於其它道具的重要道具，最主要功能就是查詢寶可夢的基本資料，包括屬性、身高、體重、聲音、簡介等，較新的版本有腳印、型態差異等更多資訊。
在精靈寶可夢主系列的遊戲中，集齊圖鑑是玩家一個重要的目標，並且分成「捕捉到的」和「見到的」寶可夢這兩種數量。在主系列遊戲、精靈寶可夢 THE ORIGIN和特別篇漫畫中，第一世代的圖鑑是由一位名為大木博士的寶可夢研究者所發明，他年輕時是一個傑出的寶可夢訓練家，後來致力於研究寶可夢，並開發一個能將見到的寶可夢的資料記錄下來並持續追蹤的儀器，但製作完圖鑑硬體時、他已經年邁體衰而無力出遠門完成圖鑑資料了，因此、他便將這個畢生心願託付給主角和他的孫子。這就是故事的主角踏上旅途的原因之一。
動畫中的圖鑑不需去蒐集，而是提供查詢使用。即使訓練家沒有捕獲該寶可夢，也同樣能查詢資料，它還可以顯示特定寶可夢的等級、招式等數據。初期經常出現有「沒有記載資料的寶可夢」的情形，此外也經常會通過更新數據來擴充資料庫，甚至直接換一台不同地區版本的圖鑑。動畫版中，圖鑑由三木真一郎配音，在豐緣地方的圖鑑由林原惠配音，神奧地方的圖鑑由川上倫子配音，合眾地方的圖鑑由石塚運昇配音，卡洛斯地方則先後由伊瀨茉莉也、石塚運昇及金井美香配音，阿羅拉地區則由浪川大輔配音。台灣版則是由于正昇配音，神奧地方圖鑑由詹雅菁配音。香港版則是由鄺樹培配音。

## 寶可夢進化
進化（shinka）是寶可夢在型態的突然變化，類似於現實中的變態而不是演化。除了改變型態、進化通常伴隨著能力值的增加。玩家可以在寶可夢進化動畫播放的過程中隨時按下B按鍵來取消進化，不過若該進化是由進化石引起的則無法取消。當寶可夢的進化被取消後，如果再度滿足進化條件、寶可夢將再次進化。能促使寶可夢進化的原因有很多，其中最常見的是獲得足夠的經驗值，此外還有許多因素可以決定寶可夢的進化，例如進化石、將寶可夢交換給其它玩家、提高與寶可夢之間的親密度、在交換給其他玩家時讓寶可夢攜帶特定道具等。

### 等級提升
這是寶可夢最常見的進化方式，當寶可夢擊倒了野生或訓練家持有的寶可夢後，可以獲得經驗點，經驗點會讓等級提升、並導致進化。例如綠毛蟲在等級7時會進化成鐵甲蛹、鐵甲蛹在等級10時會進化成巴大蝶。

### 進化之石
進化之石是在第一世代中引入的遊戲要素，是遊戲中專供進化的道具。特定的寶可夢喜歡特定的進化之石，當使用正確時、將導致它們進化。在第一世代中有火、水、葉、雷和月之石這五種；在第二世代引入太陽之石；第四世代引入光、暗、覺醒之石；第七世代引入冰之石。這些石頭有的可以在遊戲商店中購買，有的經由NPC贈與，有的則必須由玩家自行在遊戲世界各處尋找。

### 特定地点
第四世代引入了特定地点的进化机制，例如：伊布在神奥地区的特定场景“被青苔覆蓋的岩石”、“被冰覆蓋的岩石”附近提升等级时，则会进化为对应属性的冰伊布和草伊布。该机制一直保留至第七世代，直到第八世代时，伽勒尔地区没有相应场景，而改回使用对应的進化之石来进化。

### 交換
當玩家將自己的寶可夢與其它玩家的寶可夢進行交換時，可能導致某些特定的寶可夢進化。例如像是豪力通訊進化成怪力、勇吉拉通訊進化成胡地。在第二世代中引入持有道具的設定，例如海刺龍需要攜帶龍之鱗片才能在交換時進化成刺龍王、醜醜魚需要攜帶神奇鱗片才能在進行通訊交換時進化成美納斯。

### 親密度
親密度（Natsuki-do）是一個屬於每一個寶可夢的、可以基於特定動作提升或降低的數值。在《皮卡丘》中首次被引入，當時只適用於皮卡丘，在第二世代中擴展到所有的寶可夢上，這讓使得玩家在遊戲中照顧寶可夢時不再只是要在意它的等級和戰鬥能力，還要注意是否與它們保持良好的友誼。某些寶可夢在親密度較高時會進化，例如大嘴蝠會因此進化成叉字蝠。親密度可以透過某些舉動來提升，例如讓NPC幫它們按摩、使用營養飲品、或是餵食它們特定的樹果。反之、當寶可夢陷入瀕死、或是讓它們吃某些有苦味的藥會降低親密度。

### 友誼
在《X／Y》中引入一個稱為寶可友友樂（Pokeparure）的系統，能讓玩家直接與寶可夢互動以增進友誼，這個小遊戲使用觸控螢幕、並能讓玩家對寶可夢餵食飼料，同時還運用任天堂3DS攝影鏡頭來捕捉玩家的臉部表情，寶可夢會依據這些表情採取不同的行動，並提升名為牽絆度的數值。當伊布的牽絆度達到兩顆紅心以上時，它可以進化成仙子伊布。

### 超級進化
超級進化（Mega Shinka）是在《X／Y》中引入的新系統，如果玩家擁有特定的鍵石（Kī Suton）就能讓對應的寶可夢再度進化，並且具有更強或完全不同的能力。這種功能只能在與玩家的對戰中使用。超夢是能進行超級進化的第一個例子，在寶可夢大轟動！中首次揭露。

### 原始回歸
原始回歸（Primal Regression） 是《寶可夢 歐米加紅寶石／阿爾法藍寶石》中引入的機制，可以增強兩種寶可夢的能力。這被稱為超級進化的相反，因為寶可夢回歸到它較古老的、原始的型態。目前只有蓋歐卡和固拉多可以進行回歸原始。

## 寶可夢類別

### 最初的夥伴
寶可夢系列角色扮演遊戲的慣例中，玩家在冒險開始時必須從三個通常被稱為「最初的夥伴」或「初學者寶可夢」（俗稱「御三家」）的寶可夢中選擇一個，這三種寶可夢的屬性是草屬性、火屬性和水屬性，可以進行兩階段的進化 。當玩家從中選擇一隻寶可夢後，玩家的勁敵會從剩下兩隻寶可夢中選擇，并且一般情况是与玩家的属性相克。
這個慣例的例外是《寶可夢 皮卡丘》以及其重製版《精靈寶可夢 Let's Go！皮卡丘／Let's Go！伊布》，因為《寶可夢 皮卡丘》是基於電視動畫的內容而設計的。在這個版本中，玩家在遊戲開始時會得到寶可夢系列中最著名的寶可夢「皮卡丘」，皮卡丘會持續地跟隨在玩家的後面，就如同動畫情節一般。而這個版本的勁敵會得到「伊布」，伊布將進化成三種不同型態中的其中之一，而進化方向取決於玩家與勁敵的對戰過程。在《精靈寶可夢 Let's Go！皮卡丘／Let's Go！伊布》裡，玩家會依據版本獲得皮卡丘或伊布，而勁敵會獲得另一個，這兩個都無法進化。

#### 最初拿到的夥伴寶可夢
| 紅／綠／藍 · 火紅／葉綠                              | 妙蛙種子 | 小火龍   | 小火龍   | 傑尼龜   |
| 皮卡丘                                               | 皮卡丘   | 皮卡丘   | 皮卡丘   | 皮卡丘   |
| 金／銀 · 心金／魂銀                                  | 菊草葉   | 火球鼠   | 火球鼠   | 小鋸鱷   |
| 紅寶石／藍寶石 · 綠寶石 · 歐米加紅寶石／阿爾法藍寶石 | 木守宫   | 火稚雞   | 火稚雞   | 水躍魚   |
| 鑽石／珍珠 · 白金 · 晶燦鑽石／明亮珍珠               | 草苗龜   | 小火焰猴 | 小火焰猴 | 波加曼   |
| 黑／白 · 黑2／白2                                    | 藤藤蛇   | 暖暖豬   | 暖暖豬   | 水水獺   |
| X／Y                                                 | 哈力栗   | 火狐狸   | 火狐狸   | 呱呱泡蛙 |
| 太陽／月亮 · 究極之日／究極之月                      | 木木梟   | 火斑喵   | 火斑喵   | 球球海獅 |
| Let's Go！皮卡丘／Let's Go！伊布                     | 皮卡丘   | 皮卡丘   | 伊布     | 伊布     |
| 劍／盾                                               | 敲音猴   | 炎兔兒   | 炎兔兒   | 淚眼蜥   |
| 傳說 阿爾宙斯                                        | 木木梟   | 火球鼠   | 火球鼠   | 水水獺   |
| 朱／紫                                               | 新葉喵   | 呆火鱷   | 呆火鱷   | 潤水鴨   |
| 傳說 Z-A                                             | 菊草葉   | 暖暖豬   | 暖暖豬   | 小鋸鱷   |

### 傳說的寶可夢
傳說的寶可夢是一個玩家術語，並非指單一的寶可夢及它的傳說，而是指一些不同於一般寶可夢的強大寶可夢。目前、這些傳說中寶可夢的共通點是遊戲中只有一個單獨的個體、通常在遊戲的主要情節中會被提及或直接關聯、異常強大、極難捕捉、無法育種及繁殖、不是進化鏈的一部份。有些傳說的寶可夢被稱為遊走寶可夢，因為它們在整個遊戲世界中漫遊、並且會從戰鬥中逃離，這使得它們更難被發現及獲得。

### 幻之寶可夢
幻之寶可夢是指一些特定的寶可夢，它們不能夠過標準的遊戲程序獲得，只能透過參與任天堂舉辦的活動來取得，這個系列的第一個寶可夢是夢幻，它首次出現在寶可夢 紅／綠中，是由程式設計師森本茂樹所設計的、在沒有得到田尻智的允許下偷偷加入遊戲中，因此它不會出現在寶可夢圖鑑中，而且沒有正常途徑可以取得它，只能透過程式錯誤來取得。這個機制造成的遊戲的轟動，在那之後、精靈寶可夢系列的遊戲持續提供這種無法透過標準遊戲程序取得的寶可夢，雖然它們無法在遊戲中直接捕捉、但可以透過任天堂發布的特殊道具來間接取得。
大多數的傳說寶可夢和幻之寶可夢的設計概念常基於神話或地方文化，例如萊希拉姆和捷克羅姆是基於陰陽。

### 異色寶可夢
異色寶可夢是在《金／銀》中引入的遊戲要素，這一種較為罕見的寶可夢具有和其它同種類的寶可夢與眾不同的配色，除此之外並無分別、也不一定會比尋常配色的寶可夢來得強。在第二世代至第五世代裡，遇見異色寶可夢的機率是1/8192，而在第六世代及之後的機率是1/4096。這個機率有少許的例外，例如在第二世代中有一個必定為紅色的暴鯉龍（通常的暴鯉龍為藍色）。
這種寶可夢也出現在動畫中，除了上述的紅色暴鯉龍以外，還有粉紅色的巴大蝶，她與小智的巴大蝶有一段戀愛，並且和他雙宿雙飛。

## 連結

### 寶可夢交換
通訊是精靈寶可夢遊戲主系列的核心價值，並體現在遊戲中的各方面，例如玩家必須透過通訊交換來促使特並寶可夢進化，也必須透過通訊來取得自己的版本中沒有的寶可夢。換言之，沒有進行通訊的玩家就不可能接觸到遊戲中所有的內容。
最明顯的例子是在遊戲開始、選擇初學者寶可夢時，玩家必須在三種寶可夢中選擇一種，此時，另外兩種就必定得透過通訊來取得。又例如玩家無法在《綠》中獲得猴怪，必須透過與《紅》通訊才能得到。
最初，精靈寶可夢的原案策劃者田尻智在設計時便特別著重Game Boy的通訊功能，他帶領的團隊活用這項功能，發行了雙版本的遊戲，每個版本都有一些遊戲要素是必須透過與另一個版本通訊後才能取得的。儘管當時推出兩個版本的銷售手法被揶揄為貪得無厭，但隨著精靈寶可夢系列的暢銷，不但讓這樣的批評不攻自破，甚至讓遊戲市場起了很大的變化。這種機制一直沿用至所有精靈寶可夢主系列的遊戲中。

## 寶可夢育種
在《金／銀》中首次引入育種機制，玩家可以透過遊戲中一個名為 培育屋（Sodateya）的設施來讓寶可夢繁殖。這些設施的經營者通常是老人或夫婦外型的NPC，玩家可以將自己的寶可夢寄養在那裡。如果玩家將兩個能交配的寶可夢寄養在那裡，它們就可能會交配並產生一個蛋（tamago）。玩家可以免費獲得蛋，並在攜帶着行进一定的步数後孵化。而在《朱／紫》中取消培育屋，改為透過野餐取得寶可夢的蛋。

### 相容性
並非所有的寶可夢都能生蛋，能生蛋的雙方寶可夢必須是一公一母。此外、寶可夢根據其物種被分配至16個蛋群（Tamago Gurūpu）中，這是僅用於培育的分類。一個寶可夢最多可以屬於兩個蛋群。只有當相同蛋群的一對寶可夢被放置在培育屋中才能生蛋。此外，百變怪是一種特殊的寶可夢，幾乎所有的寶可夢都能與它共同產出一顆蛋，即使是無性別的寶可夢、全部為雌性或全部為雄性的寶可夢也能跟百變怪生蛋。但某些歸類於未發現群的寶可夢例如傳說的寶可夢就不能生蛋，即使是與百變怪也不能。此外，百變怪不能和百變怪生蛋。

### 遺傳
當蛋孵化後，子方寶可夢可能會繼承它的父方或母方的一些特質，包括個體值、型態、性別、招式、特性等。子方的三項個體值遺傳自親方，另外三項則隨機產生。

## 對戰設施
對戰設施是一系列供玩家對戰的區域的總稱，在這些設施內、玩家可以進行各種不同於一般戰鬥規則的戰鬥。
這一系統首次在《水晶》中出現，在該版本中有個 對戰塔（Batoru Tawā），玩家將在裡面連續與多位訓練家進行對戰。這個系統也被沿用至《紅寶石／藍寶石》中。在《綠寶石》則以對戰開拓區（Batoru Furontia） 取代。在對戰開拓區中有七個地點提供七種特殊規則的戰鬥。例如在對戰宮殿中玩家不能向寶可夢下戰鬥指令、在對戰工廠中必須使用租借來的寶可夢。在第六世代的反轉屋中，玩家將進行屬性相性全部倒置的對戰。
戰鬥勝利後、玩家會取得戰鬥點（BP）並可以用它來交換稀有道具。

## 寶可夢競賽
除了戰鬥以外，近來的精靈寶可夢遊戲添加了越來越多與戰鬥無關的小遊戲。

### 華麗大賽
寶可夢華麗大賽（Pokemon Kontesuto）是一項寶可夢訓練家與他們的寶可夢共同參加的一場競賽，在這種如同選美活動的競賽中、寶可夢要做的不是戰鬥，而是必須展現出它們的帥氣、聰明、美麗、可愛或強壯的一面來博取評審員的青睞。大賽分為四個級別，分別是普通、超級、高級和大師級，必須先在低階的比賽中取得優勝才能參與高階級的比賽。在《晶燦鑽石／明亮珍珠》中、這項競賽更名為寶可夢超級華麗大賽並增添了舞蹈要素，讓內容更為複雜。

#### 寶可方塊
寶可方塊（Porokku）是自紅寶石‧藍寶石中引入的道具，這是種寶可夢很愛吃的方型糖果，用來提升寶可夢的各項狀態、也可以用來放在遊戲中的特定區域吸引野生的寶可夢出現。玩家必須透過混合樹果來製造寶可方塊。

#### 寶芬
在《鑽石／珍珠》中出現的寶芬（Pofin，又譯麵寶）是寶可方塊的替代品，它是種類似現實世界中的瑪芬的烘焙食物，玩家同樣要透過混合樹果來製造它們。

#### 寶可夢全能競技賽
在《心金／魂銀》中引入的寶可夢全能競技賽（Pokesuron）是寶可夢的體育類競賽，類似於奧林匹克運動會。競賽的範圍包括跨欄、接力賽跑、丟雪球、徒手劈磚等。

#### 寶可夢音樂劇
在《黑／白》中，玩家可以讓寶可夢參與寶可夢音樂劇（Pokemon Myūjikaru）. 。玩家可以用裝飾品來替寶可夢梳妝打扮、並讓它們在舞台上隨音樂跳舞。

#### 寶可夢好萊塢
自《黑2‧白2》中引入的寶可夢好萊塢（Pokeuddo） 是一個讓寶可夢展示自己的設施，玩家在這裡將以演員的身分演出電影、並且參與幾場模擬對戰的戲劇橋段，如果在這些橋段中、玩家可以按照腳本所給予的指示指揮寶可夢做出相應的表演，則這個電影就會被視為完美演出，NPC會依照玩家所做出的完美演出給予相應的報酬。